# Оптимальная система
Оптимальная система — наилучшая в известном смысле система.
Для того, чтобы среди возможных вариантов системы найти наилучший (оптимальный), необходим некоторый критерий, характеризующий эффективность достижения цели управления. Этот критерий должен быть выражен в виде строгого математического показателя — критерия оптимальности, который бы однозначно характеризовал любой из возможных вариантов реализации системы.
Количество критериев может быть различным.
В задаче однокритериальной оптимизации каждому варианту исполнения системы может быть поставлено в соответствие некоторое значение физической величины, число. Наилучшим вариантом системы при этом следует считать тот, который даёт в зависимости от конкретной задачи и принятого критерия оптимальности минимальное или максимальное (в зависимости от цели управления) значение критерия. Таким образом, цель управления можно рассматривать как достижение экстремума критерия оптимальности.
В задачах многокритериальной оптимизации абсолютно лучший вариант системы выбрать невозможно (за исключением частных случаев), так как при переходе от одного варианта к другому, как правило, улучшаются значения одних критериев, но ухудшаются значения других. Состав таких критериев называется противоречивым, и окончательно выбранное решение всегда будет компромиссным.